# Xanthia intermedia
Xanthia intermedia là một loài bướm đêm trong họ Noctuidae.